# حجرية البذر عريضة الورق
حجرية البذر عريضة الورق (الاسم العلمي: Lithospermum latifolium)، نبات عشبي معمر مُزهر من جنس حجرية البذر وفصيلة الحمحمية. مواطنها الأصلية في الغرب الأوسط للولايات المتحدة، حيث توجد في الغابات الجيرية. وهي عشبة طويلة القامة أزهارها صغيرة صفراء اللون، تُزهر أواخر الربيع.